# Musca lindneri
Musca lindneri este o specie de muște din genul Musca, familia Muscidae, descrisă de Paterson în anul 1956. Conform Catalogue of Life specia Musca lindneri nu are subspecii cunoscute.